# Rudolf Schnyder
Rudolf Schnyder (ur. 22 sierpnia 1919, zm. 30 grudnia 2000) – szwajcarski strzelec sportowy. Srebrny medalista olimpijski z Londynu.
Brał udział w dwóch igrzyskach olimpijskich (IO 48, IO 52). W 1948 zajął drugie miejsce w pistolecie na dystansie 50 metrów, przegrywając jedynie z Peruwiańczykiem Edwinem Vásquezem. Jego ojciec Willy również był strzelcem i olimpijczykiem.